# ヴィルヘルム1世 (ナッサウ＝ディレンブルク伯)
ヴィルヘルム1世（ドイツ語：Wilhelm I., 1487年4月10日 - 1559年10月6日）は、ナッサウ＝ディレンブルク伯、ジーゲン伯、フィアンデン伯およびディーツ伯（在位：1516年 - 1559年）。富裕伯（der Reiche）とよばれる。

## 生涯
ヴィルヘルム1世はナッサウ＝ディーツ伯ヨハン5世と、ヘッセン伯ハインリヒ3世の長女エリーザベトの息子である。1516年に父が死去した後、ヴィルヘルム1世はナッサウ＝ディレンブルク伯となった。
ヴィルヘルム1世の兄ハインリヒ3世はすでに1504年に伯父エンゲルベルト2世よりオランダのナッサウ家領を継承していた。そのため、ドイツのナッサウ家領はヴィルヘルムが継承した。
ヴィルヘルムは穏健なルター派となり、1533年にナッサウ＝ディレンブルクで宗教改革を導入した。1535年よりシュマルカルデン同盟に加盟していたが、皇帝カール5世に忠実であり続けた。
1528年、野心のないヴィルヘルムはルクセンブルクの総督職を拒否した。ヴィルヘルムは農業を振興し、学校を設立した。
1537年11月14日、ヴィルヘルム1世は、ジーゲンが税金の支払いを拒否した後、地方での完全な交易の自由を導入した。1538年1月29日に「誇り高きジーゲンはヴィルヘルム富裕伯の前で頭を下げた」。これは、ジーゲン市民が特別な契約で主権者の課税主権を認めたことを意味した。
ヴィルヘルムはルター派であった長男ヴィルヘルム沈黙公を、11歳からカトリック教徒として育てた。その見返りとして、皇帝は長男ヴィルヘルムがオランダの領地とともに、甥レナートゥスが1530年から支配していたフランス南部のオラニエ公領を継承する許可を保証した。レナートゥスが1544年に亡くなったため、それ以降ヴィルヘルム沈黙公がオラニエ公となり、さらなる教育のためにオランダに送られた。
ナッサウ＝ディレンブルク伯位は、次男のヨハンが継承した。

## 結婚と子女
1506年にコブレンツにおいて、エフモント伯ヤン3世の娘ヴァルブルガと結婚し、2女が生まれた。
- エリーザベト（1515年 - 1523年）
- マグダレーネ（1522年 - 1567年） - 1538年にノイェンアール伯ヘルマン（若伯、1520年 - 1578年）と結婚

1531年9月20日にハーナウ＝ミュンツェンベルク伯フィリップ2世の未亡人であったユリアーナ・ツー・シュトルベルクと結婚した。結婚式はジーゲンのオーベレス・シュロス（上城）で行われた。2人の間には12子が生まれた。
- ヴィルヘルム（沈黙公、1533年 - 1584年） - オラニエ公ウィレム1世
- ヘルマンナ（1534年） - 早世
- ヨハン6世（1536年 - 1606年） - ナッサウ＝ディレンブルク伯
- ルートヴィヒ（1538年 - 1574年） - ムーカーハイデの戦いで戦死
- マリア（1539年 - 1599年） - 1556年にウィレム4世・ファン・デン・ベルフと結婚
- アドルフ（1540年 - 1568年） - ヘイリヘルレーの戦いで戦死
- アンナ（1561年 - 1616年）[2] - 1559年にナッサウ＝ヴァイルブルク＝オットヴァイラー伯アルブレヒトと結婚
- エリーザベト（1542年 - 1603年） - 1559年にゾルムス＝ブラウンフェルス伯コンラート（1542年 - 1592年）と結婚
- カテリーナ（1542年 - 1624年） - 1560年にシュヴァルツブルク＝アルンシュタット伯ギュンター41世と結婚
- ユリアナ（1546年 - 1588年） - 1575年にシュヴァルツブルク＝ルドルシュタット伯アルブレヒト7世と結婚
- マグダレーネ（1547年 - 1633年） - 1567年にホーエンローエ＝ヴァイカースハイム伯ヴォルフガング（1546年 - 1610年）と結婚
- ハインリヒ（1550年 - 1574年） - ムーカーハイデの戦いで戦死

また、愛妾との間に1男をもうけた。
- ゴットフリート - ナッサウ姓を与えられ、紋章にナッサウのライオンを用いた。父ヴィルヘルムはゴットフリートに、1547年ごろに男系の絶えたナッサウ・ツー・レーンベルク家の領地をカンベルクと共に与えた。1636年の孫ハンス・ヴィルヘルム・フォン・ナッサウの死により、この家系は断絶した[3]。